# Yevlax

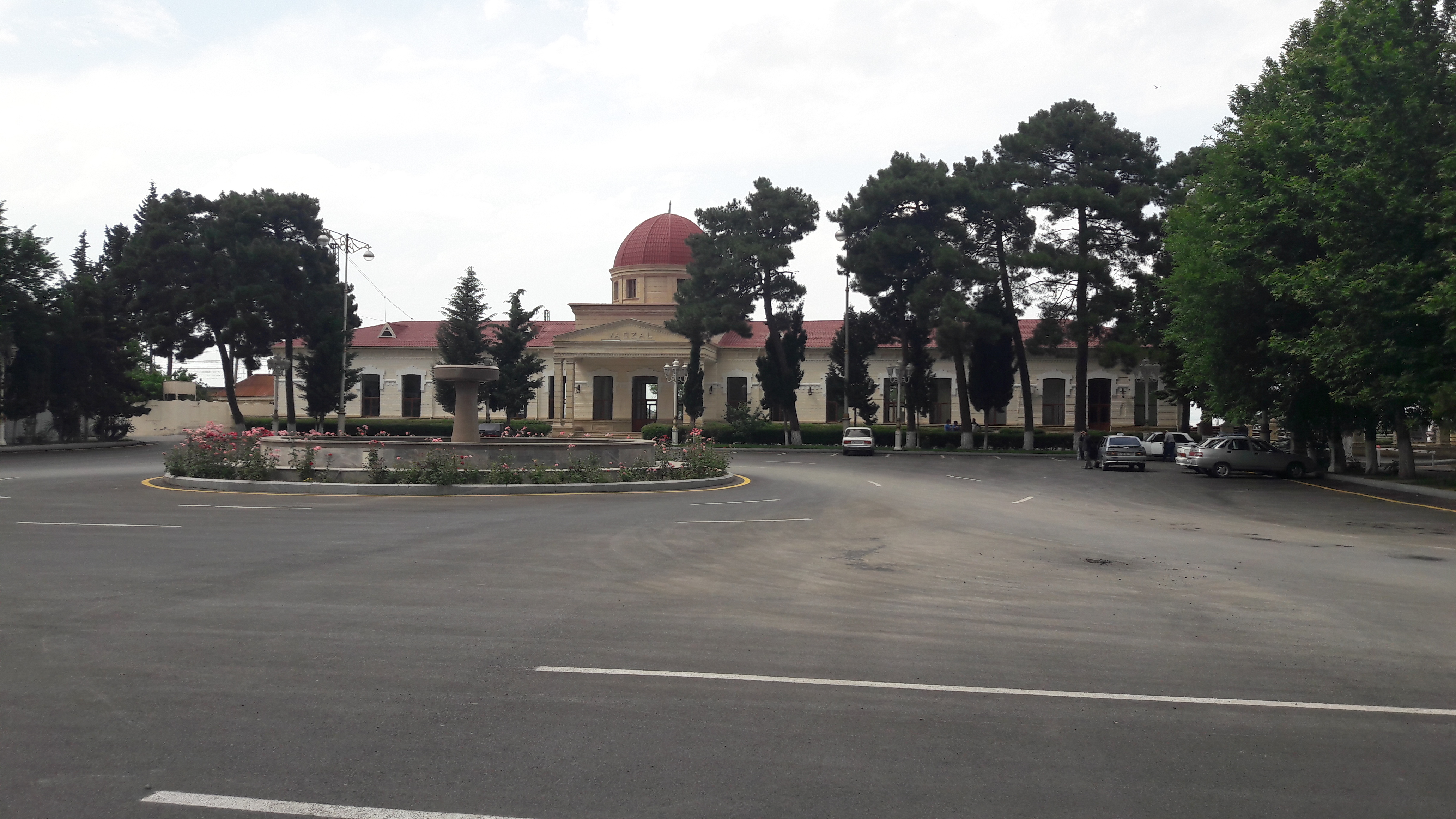
Yevlax treinstation

Yevlax is een stad in Azerbeidzjan. Yevlax vormt een stadsdistrict (şəhər) en valt direct onder de landsregering.
De stad telt 62.500 inwoners (01-01-2012).
Yevlax wordt omgeven door het gelijknamige district Yevlax, waar het geen deel van uitmaakt, maar wel de hoofdstad is.